# جیحون بایرامف
جیحون بایرامف (ترکی آذربایجانی: Ceyhun Bayramov) (زادهٔ ۲۵ ژوئن ۱۹۷۳) یک سیاستمدار آذربایجانی است که از ژوئیه ۲۰۲۰ به عنوان وزیر امور خارجه جمهوری آذربایجان خدمت می‌کند.

## زندگی‌نامه
جیحون بایرمف فرزند عزیز در سال ۱۹۷۳ در شهر باکو به دنیا آمد. وی دانش‌آموخته رشته اقتصاد از دانشگاه اقتصاد آذربایجان است. مقطع کارشناسی ارشد را در رشته حقوق دانشگاه آذربایجان پشت سر گذاشت. بین سال‌های ۱۹۹۶ تا ۲۰۰۰، در وظایف مختلفی در وزارت مالیات جمهوری آذربایجان کار نمود. بین سال‌های ۲۰۰۰–۲۰۰۲ به عنوان حقوقدان در شرکت «Salans Hertzfeld & Heilbronn (Baku) Limited» کار کرد. بین سال‌های ۲۰۰۲ الی ۲۰۱۳، ریاست شرکت حقوقی «OMNİ» را بر عهده داشت. در بین سال‌های ۲۰۰۴ الی ۲۰۱۲، نام وی توسط پیشتازترین نشرهای جهان همچون “Chambers Global”, “IFLR1000” و “Legal500” در فهرست ممتازترین حقوقدانان فعال در زمینه‌های مالیات‌بندی و قانون مدنی ثبت گردید. از ۳۰ مه تا ۱۲ اوت سال ۲۰۱۳ صدارت نهاد وزارت آموزش و پرورش را عهده‌دار شد.
وی بر اساس فرمان ریاست جمهوری آذربایجان مورخ ۱۲ اوت سال ۲۰۱۳ به عنوان معاون وزیر آموزش و پرورش منصوب گردید.
جیحون بایرامف بر پایه دستور ۲۳ آوریل شال ۲۰۱۸ الهام علی‌اف، رئیس‌جمهوری آذربایجان به عنوان وزیر آموزش و پرورش منصوب شد.
جیحون بایرامف طبق فرمان الهام علی‌اف، رئیس‌جمهوری آذربایجان، به تاریخ ۱۶ ژوئیه سال ۲۰۲۰، از وزارت آموزش و پرورش برکنار و جایگزین المار محمدیارف در مقام وزارت امور خارجه آذربایجان شد. 

## زندگی شخصی
متأهل است و دو فرزند دارد.